# John Wycliffe
John Wycliffe (također Wyclif, Wycliff, ili Wickliffe) (1320. – 1384.) bio je engleski protestantski reformator. Poznat je i kao »Zvijezda koja je najavila Reformaciju«. 
Studirao je na Oxfordu. Svojim reformatorskim učenjem dao je teorijski temelj za poricanje papinske vlasti tvrdeći da je poglavar crkve Isus Krist. Objavio je svoj prijevod Biblije na engleski jezik, te se u svojim učenjima pozivao samo na nju, a poricao Svetu predaju. 
Njegov sljedbenik bio je Lord Cobham (spaljen 1417.), dok je Jan Hus zbog vjerovanja u Wycliffov nauk spaljen 1415. Njegovo djelo u Škotskoj je nastavio John Knox.

## Djelovanje
Kao kraljev kapelan pobunio se protiv plaćanja nameta koji je papa Urban V. zatražio od Engleskog kralja 1365. te je pred je parlamentom tvrdio da je papinsko prisvajanje autoriteta nad svjetovnim vladarima u suprotnosti s Biblijskom objavom.
Optuživao je Katoličku Crkvu za simoniju, zlouporabu indulgencija (oprosta). Odbacio je nauk Katoličke Crkve o transsupstancijaciji, štovanju svetaca, svetih slika i relikvija te papino poglavarstvo nad Crkvom.
Uz pomoćsvojih suradnika, osobito Nicholasa Herefordskog, izdao je svoj prijevod Biblije na engleski jezik. 
Kao kraljev poslanik 1374. odlazi u Nizozemsku, gdje je proveo dvije godine pregovarajući s papinim poslanicima. Po povratku je nastavio propovijedati protiv autoriteta Crkve.

## Naslijeđe
Wycliffov nauk nastavili su širiti njegovi sljedbenici poznati kao viklifovci ili lolardi, koji su putovali Engleskom i Europom. I danas djeluju „Wycliffovi prevoditelji biblije”, koji broje više od 1700 misionara.
Papa Grgur XI. 1377. optužio ga je zbog hereze, a njegovo učenje osudio je Koncil u Konstanzi 1415. Tijelo mu je naredbom pape Maritina V. 12 godina nakon smrti ekshumirano, spaljeno i njegov pepeo bačen u rijeku. Na njegovo učenje nadovezao se kasnije Jan Hus, održavši 1412. poznati govor Quaestio magistri Johannis Hus de indulgentiis, koji je doslovce bila kopija zadnjeg poglavlja Wycliffove knjige De ecclesia (O Crkvi).